# Jenny Sleurink-Rabbinge
Jentje Geertje (Jenny) Sleurink-Rabbinge (Wieringerwerf, 31 maart 1937) is een Nederlands politicus van de PvdA.
Ze werd geboren in de Wieringermeerpolder maar groeide op in het Overijsselse Kampen. Na de hbs volgde ze een opleiding bij een kleuterkweekschool in Emmen. Toen ze als kleuterleidster in een Kampense volksbuurt erachter kwam dat sommige kinderen één dag per week thuisbleven omdat de kleren dan gewassen werden en er geen geld was om andere kleren te kopen besloot ze actief te worden in de politiek om daaraan wat te doen. In 1963 werd ze lid van de PvdA en nadat het gezin verhuisd was naar Oldebroek werd ze daar in 1974 gekozen in de gemeenteraad. In 1980-1981 verving ze tijdelijk een wethouder waarop burgemeester Hardonk haar adviseerde te solliciteren naar een burgemeestersfunctie. In februari 1982 werd ze benoemd tot burgemeester van Loppersum waarmee ze de eerste vrouwelijke burgemeester van de provincie Groningen werd. In september 1988 volgde haar benoeming tot burgemeester van Middelharnis waar ze eveneens de eerste vrouwelijk burgemeester werd wat vooral voor de daar relatief grote groep SGP-stemmers moeilijk te accepteren was. In september 1998 ging ze daar vervroegd met pensioen.